# Real Club de Yates Remeros de Saboya
El Real Club de Yates Remeros de Saboya (Reale Yacht Club Canottieri Savoia oficialmente) es un club náutico privado situado en el Borgo Santa Lucia de Nápoles, Italia. 

## Historia
Fue fundado el 15 de julio de 1893 con el nombre de Circolo Canottieri Sebezia. El 15 de agosto de 1894, durante una violenta tormenta, tres socios murieron en una travesía a remo entre Nápoles y Capri y Nápoles. El club, duramente golpeado por la tragedia, corría el riesgo de disolverse. Los socios  recurrieron a la casa reinante en busca de apoyo, recibiendo el apoyo del rey Humberto I y su hijo, el Príncipe de Nápoles, Víctor Manuel. En señal de gratitud, el club adoptó el nombre de la Casa de Saboya, cambiando su denominación de Canottieri Sebezia a Canottieri Savoia, y en señal de luto por el accidente, su grímpola sustituyó el azul original por el negro. Posteriormente, cuando Víctor Manuel se convirtió en rey, asumió la presidencia de honor del club, otorgándole el título de Real, que pasó a tener su denominación actual de Reale Yacht Club Canottieri Savoia. En 1900, una vez más en honor a la Casa de Saboya, los colores de su bandera cambiarán de nuevo y el negro será reemplazado definitivamente por el azul de la Casa de Saboya.

## Actividad deportiva
Además de todas las competiciones que han ganado los equipos del club destaca su participación en las ediciones de Copa América de 2003 y 2007, en ambas ocasiones con el equipo Mascalzone Latino.